# Analía Obarrio

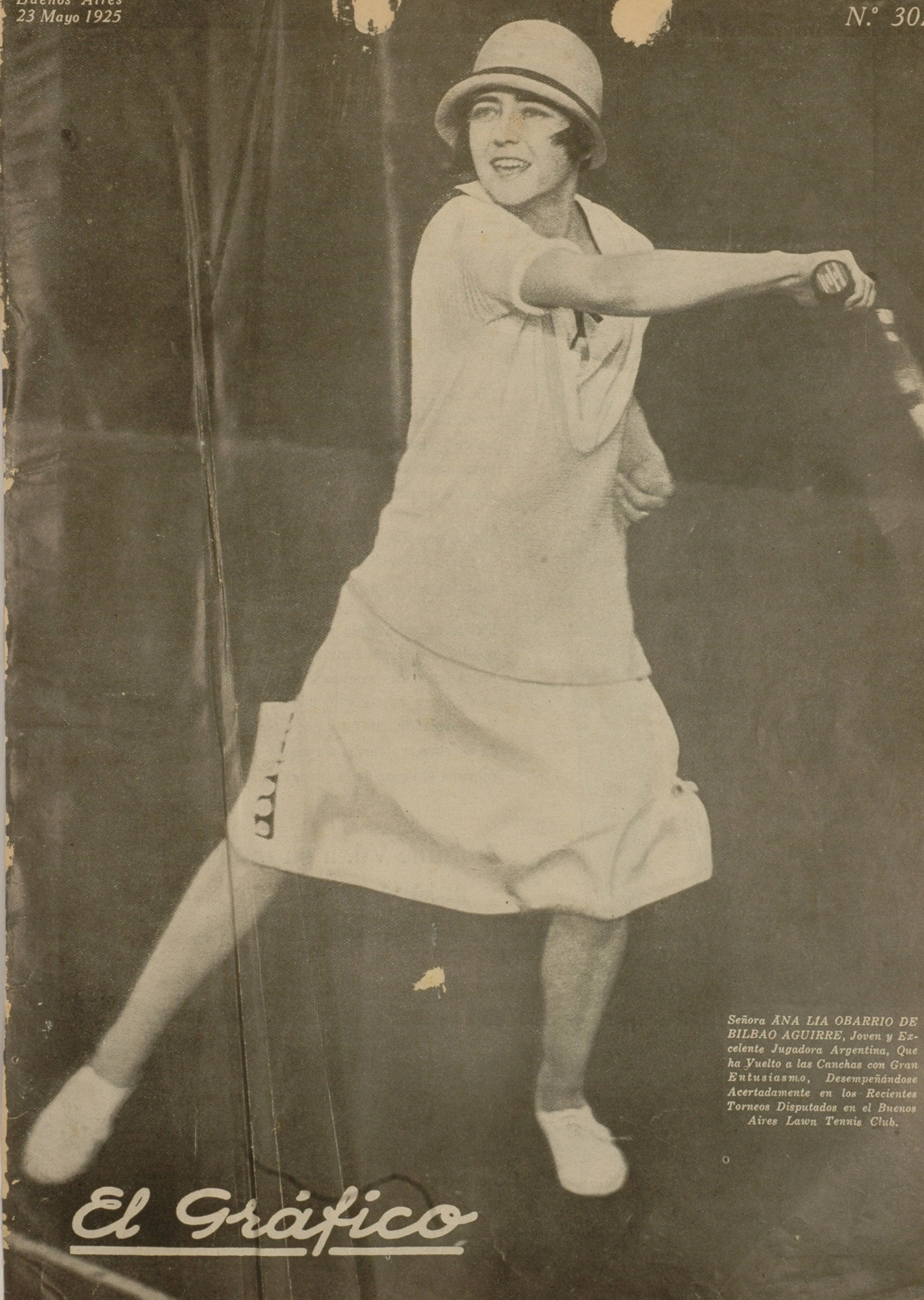
Analía Obarrio en la tapa de la revista El Gráfico del 23 de mayo de 1925. Puede leerse: "Señora Ana Lía Obarrio de Bilbao Aguirre, joven y excelente jugadora argentina que ha vuelto a las canchas con gran entusiasmo, desempeñándose acertadamente en los recientes torneos disputados en el Buenos Aires Lawn Tennis".

Analía Obarrio, a veces escrito como Ana Lía Obarrio, fue una destacada tenista argentina, de las mejores en la etapa inicial del tenis femenino de su país. En 1929, cuando la Asociación Argentina de Lawn Tennis instauró la graduación oficial en el país tanto en el tenis masculino como en el femenino, Analía Obarrio se convirtió en la primera número uno oficial de Argentina. Se decía de su estilo que parecía bailar dentro de la cancha.
Ganó, entre otros torneos, el Campeonato del Río de la Plata en 1920, 1925, 1927, 1929, 1930 y 1931.
Además de su carrera deportiva, también publicó libros, Versos a Copérnico en 1953 y Seis, número perfecto en 1954.

## Galería de imágenes
|                                                                     |
| Tapa de El Gráfico del 22 de mayo de 1920, junto a Julieta Ezcurra. |

|                                             |
| Tapa de El Gráfico del 11 de junio de 1921. |

|                                           |
| Tapa de El Gráfico del 21 de mayo de 1927 |

|                                                |
| Tapa de El Gráfico del 10 de noviembre de 1939 |